# ISO 3166-2:FM
ISO 3166-2:FM
この記事は、ISOの3166-2規格のうち、FMで始まるミクロネシア連邦の行政区分コードの一覧である。最初のFMはISO 3166-1によるミクロネシア連邦の国名コード。

## コード
| コード | 行政区画名 | 英語表記 |
| ------ | ---------- | -------- |
| FM-TRK | チューク州 | Chuuk    |
| FM-KSA | コスラエ州 | Kosrae   |
| FM-PNI | ポンペイ州 | Pohnpei  |
| FM-YAP | ヤップ州   | Yap      |